# Île de Sein
Île de Sein település Franciaországban, Finistère megyében. 

## Népesség
A település népességének változása: